# Severo Fernández Alonso Caballero
Severo Fernández Alonso Caballero (Sucre, 15 de agosto de 1849-Cotagaita, Bolivia; 12 de agosto de 1925) fue un abogado y político boliviano. Ocupó la presidencia de Bolivia desde el 19 de agosto de 1896 hasta su caída del 12 de abril de 1899. Enfrentó la guerra civil boliviana por el bando conservador. Fue un hombre de temperamento pacifista y de estructura legalista.

## Biografía
Hijo de Ángel Fernández y Casimira Caballero. Estudió derecho en la Universidad Mayor, Real y Pontificia de San Francisco Xavier de Chuquisaca y se dedicó de nuevo al ejercicio de su profesión. Como abogado trabajó estrechamente con las grandes empresas mineras e hizo fortuna.
Ejerció el periodismo en El régimen legal y El País de Sucre. Fue ministro de Gobierno de Aniceto Arce Ruiz y de Guerra de Mariano Baptista Caserta. También fue el Primer Vicepresidente del gobierno de Baptista, y en ese carácter presidió el Congreso Nacional. 

### Presidencia
Representando al Partido Conservador, derrotó a los liberales en las elecciones de 1896 y asumió la presidencia el 28 de agosto de ese año. Tenía entonces 47 años de edad. Fue el presidente más joven del periodo conservador. Los liberales denunciaron un fraude en las elecciones y le hicieron una enconada oposición.

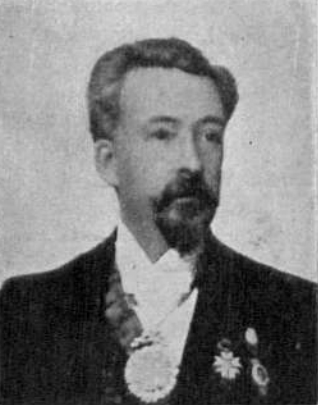
Fernández, en 1899.

Durante su gobierno fundó una escuela de ingenieros en Sucre, inició la construcción de la primera línea telegráfica al oriente, construyó el puente colgante sobre el Pilcomayo, concluyó el Palacio de Gobierno de Sucre, el cinematógrafo llegó a Bolivia en 1896 y fundó el Puerto Alonso.
El 9 de agosto de 1898 durante su gobierno y el reinado del Zar Nicolás II, se establecieron relaciones diplomáticas entre Bolivia y Rusia.
Le tocó enfrentar la guerra civil, conocida como la guerra federal, que enfrentó a los conservadores (gobiernistas) y liberales (opositores), cuyo detonante fue la aprobación de la ley de radicatoria, que declaraba a Sucre capital permanente de la República de Bolivia, en desmedro de La Paz. Los liberales se opusieron a dicha ley y proclamaron en La Paz una junta federal. La guerra estalló en Oruro cuando Fernández comandó el ejército constitucional frente a las fuerzas liberales de José Manuel Pando y los aymaras de Pablo Zárate Willka.
Tras cuatro meses fue derrotado en la Batalla del Segundo Crucero, el 10 de abril de 1899. Ese mismo día, Fernández dejó el poder y partió al exilio. 

### Pospresidencia

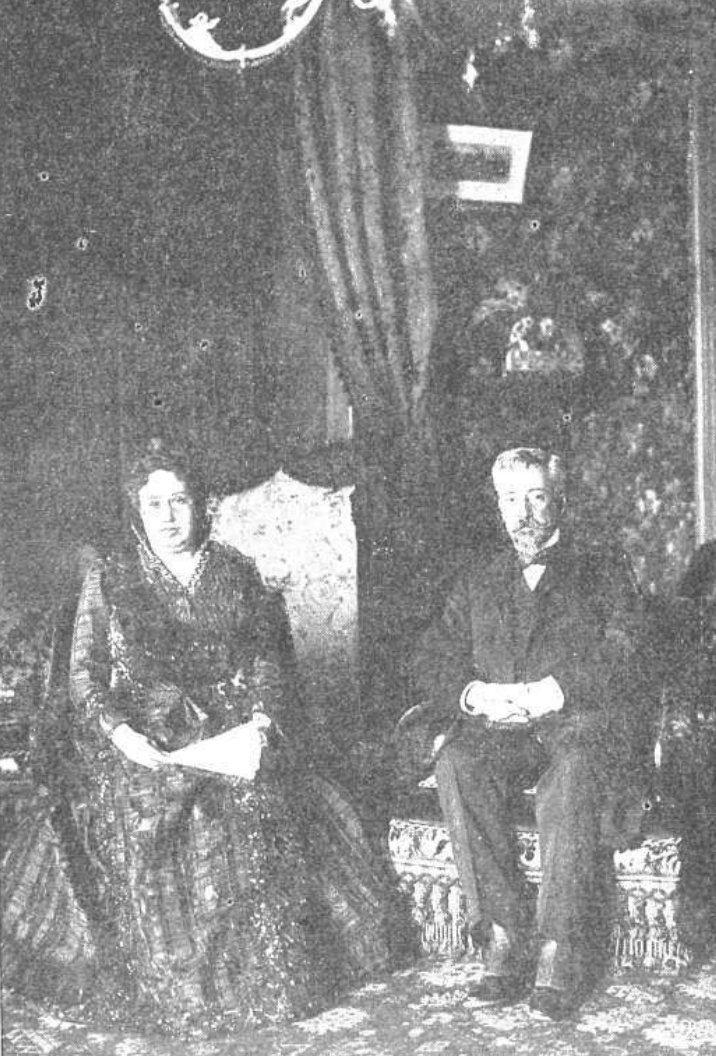
Severo Fernández y su esposa Filomena Perusqui Aramayo en el exilio en Argentina tras la guerra federal.

Emigró a Chile por un tiempo. Retornó a Bolivia durante el gobierno de Eliodoro Villazón, quien lo acreditó como ministro plenipotenciario en el Perú y en la Argentina. En 1914 fue elegido Ministro de la Corte Suprema de Justicia y, como tal, Presidente de ese alto tribunal. Finalmente, en 1922 fue elegido Senador por Chuquisaca y llegó a ser presidente del Congreso Nacional. Y murió el 12 de agosto de 1925